# Oxylakis titillatus
Oxylakis titillatus är en insektsart som beskrevs av Sigfrid Ingrisch 1998. Oxylakis titillatus ingår i släktet Oxylakis och familjen vårtbitare. Inga underarter finns listade i Catalogue of Life.